# Hyakinthos

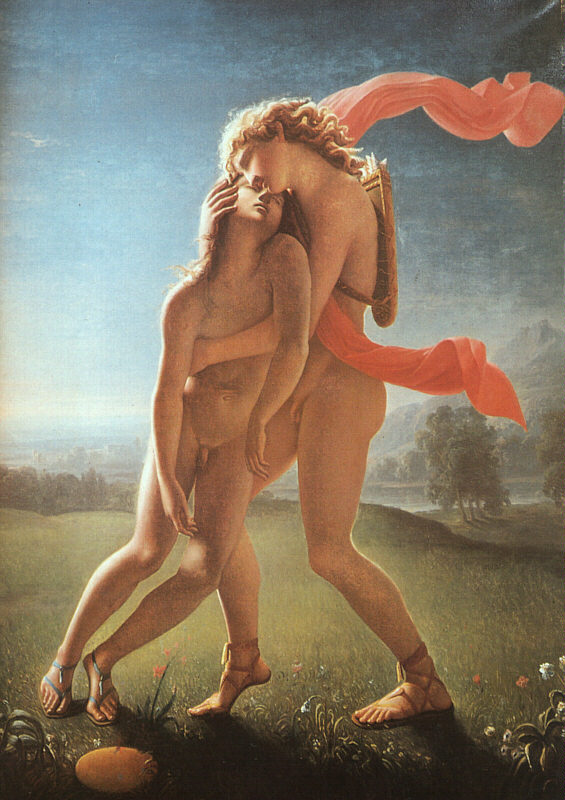
Hyakinthos död.

Hyakinthos var en spartansk hjälte i grekisk mytologi.
Hyakinthos var en vacker yngling som tilldrog sig Apollons och västanvinden Zefyros kärlek. I det efterföljande svartsjukedramat blåser Zefyros extra på Apollons diskus, som träffar Hyakinthos och han dör.
Hyakinthos har givit namn åt hyacinten. Formen på blomman liknar Apollons klagorop över den döde Hyakinthos, nämligen "Ai". Enligt den grekiska mytologin skapade Apollon hyacintblomman ur Hyakinthos blod.